# Luis López Payan
Luis Fernando López Payan (Culiacán, Sinaloa, México, 20 de diciembre de 1999) es un futbolista mexicano, juega como portero y actualmente juega en el equipo de Los Cabos United de la Segunda División de México.

## Selección nacional

### Categorías inferiores
El 23 de abril de 2019; López fue incluido en la lista definitiva de los 21 jugadores qué disputarán la Copa Mundial de Fútbol Sub-20 de 2019, con sede en Polonia.

### Participaciones en fases finales
| Torneo                         | Categoría | Sede           | Resultado    | Partidos | Goles |
| ------------------------------ | --------- | -------------- | ------------ | -------- | ----- |
| Campeonato de la Concacaf 2018 | Sub-20    | Estados Unidos | Subcampeón   | 3        | 0     |
| Copa Mundial 2019              | Sub-20    | Polonia        | Primera Fase | 0        | 0     |

## Estadísticas
Actualizado el 28 de abril de 2024.
| Dorados de Sinaloa · México      | 2.ª                 | 2018                | 0  | 0   | 3  | -5  | - | - | 3   | -5   |
| Dorados de Sinaloa · México      | 2.ª                 | 2018-19             | 3  | -1  | 4  | -4  | - | - | 7   | -5   |
| Dorados de Sinaloa · México      | 2.ª                 | 2019-20             | 6  | -7  | 8  | -10 | - | - | 14  | -17  |
| Dorados de Sinaloa · México      | 2.ª                 | 2020-21             | 15 | -27 | -  | -   | - | - | 15  | -27  |
| Dorados de Sinaloa · México      | 2.ª                 | 2021-22             | 26 | -23 | -  | -   | - | - | 26  | -23  |
| Dorados de Sinaloa · México      | 2.ª                 | 2022-23             | 5  | -8  | -  | -   | - | - | 5   | -8   |
| Dorados de Sinaloa · México      | Total               | Total               | 55 | -66 | 15 | -19 | 0 | 0 | 70  | -85  |
| Los Cabos United · México        | 3.ª                 | 2023-24             | 32 | -28 | -  | -   | - | - | 32  | -28  |
| Los Cabos United · México        | Total               | Total               | 32 | -28 | 0  | 0   | 0 | 0 | 32  | -28  |
| Total en su carrera              | Total en su carrera | Total en su carrera | 87 | -94 | 15 | -19 | 0 | 0 | 102 | -113 |
| (1) Incluye datos de la Copa MX. |                     |                     |    |     |    |     |   |   |     |      |